# Cronulla, New South Wales

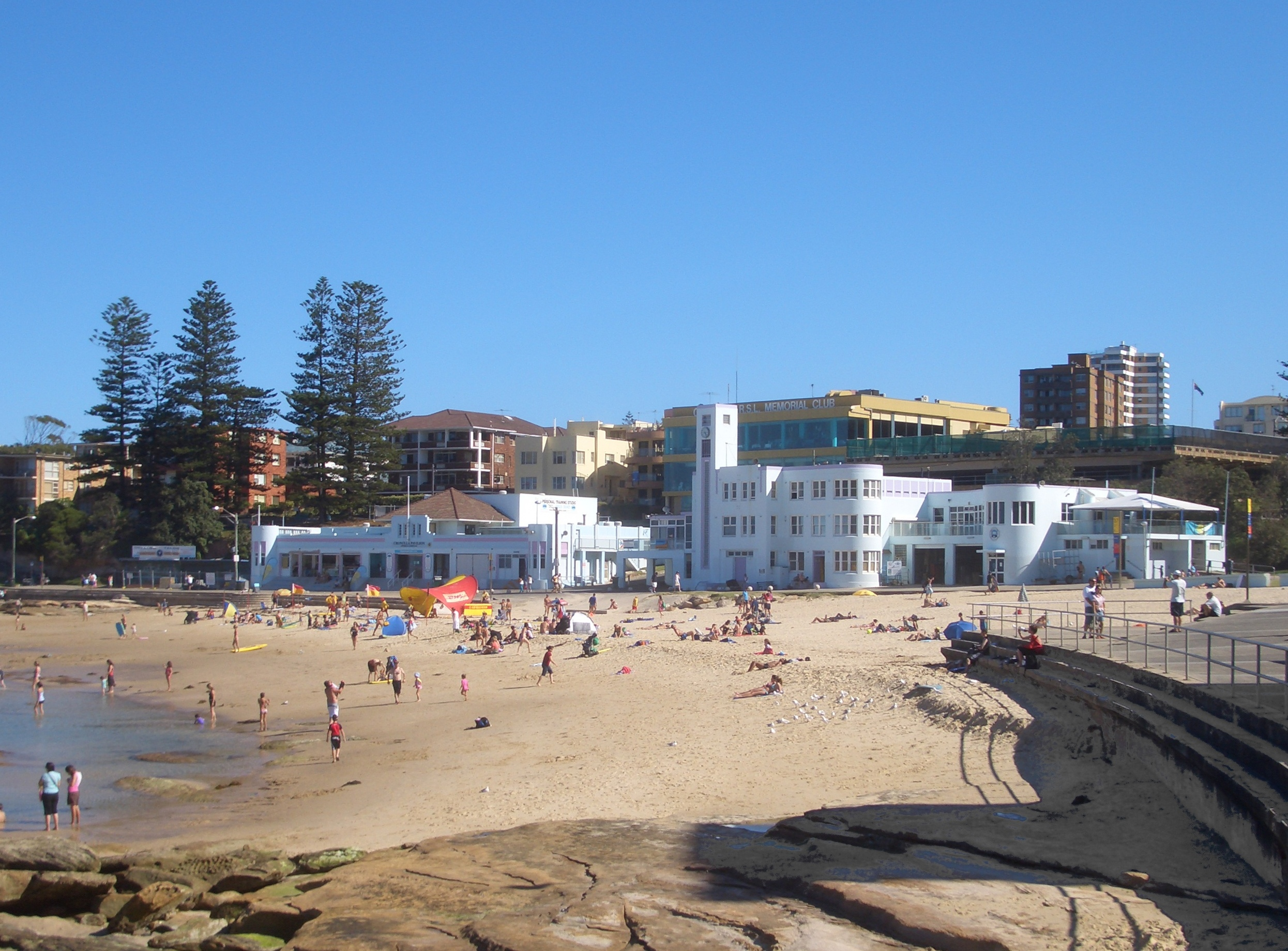
Cronulla, Sydney.

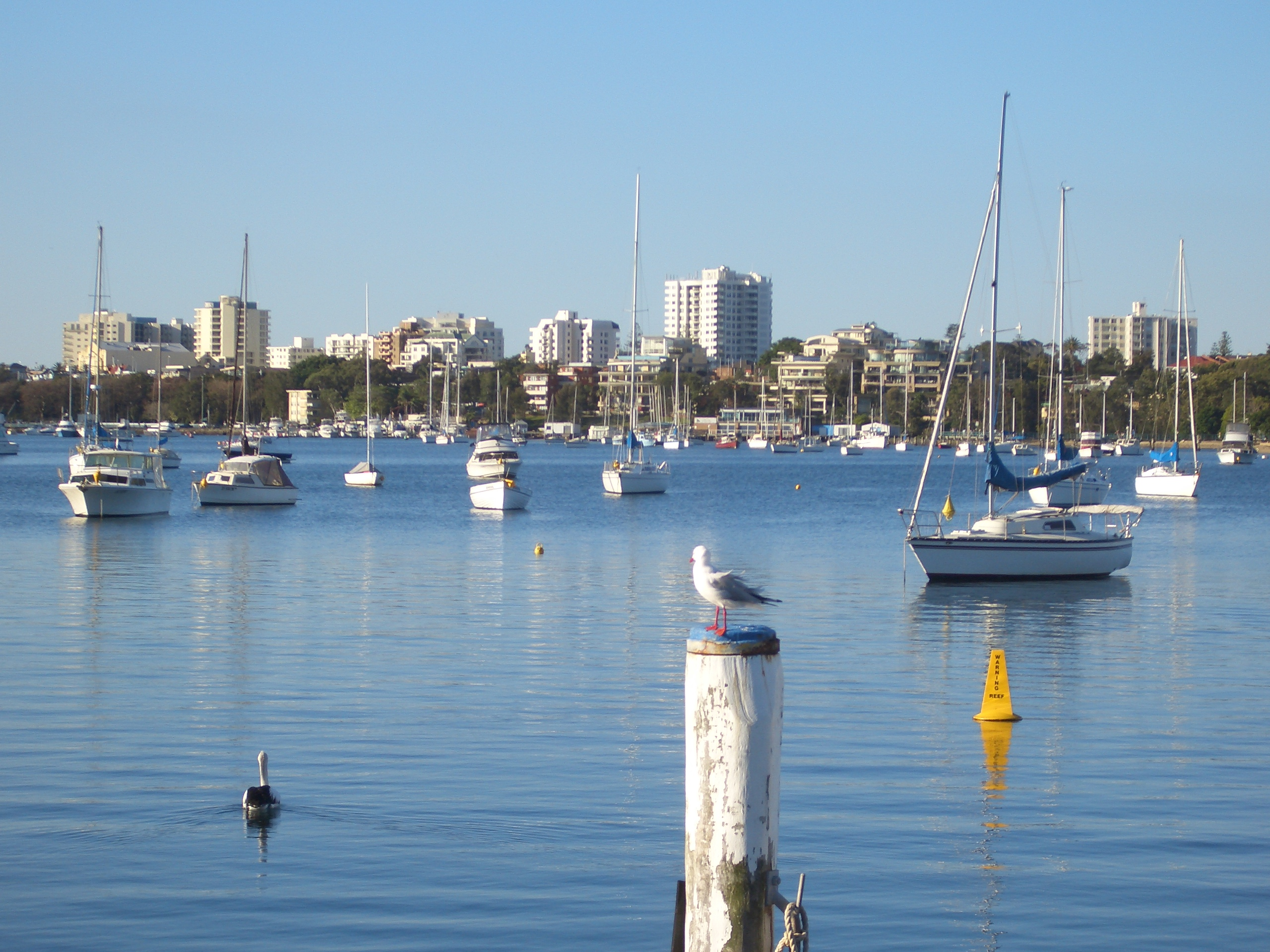
Panoramă a Cronullei dinspre Burraneer

Cronulla este o suburbie în Sydney, Australia.

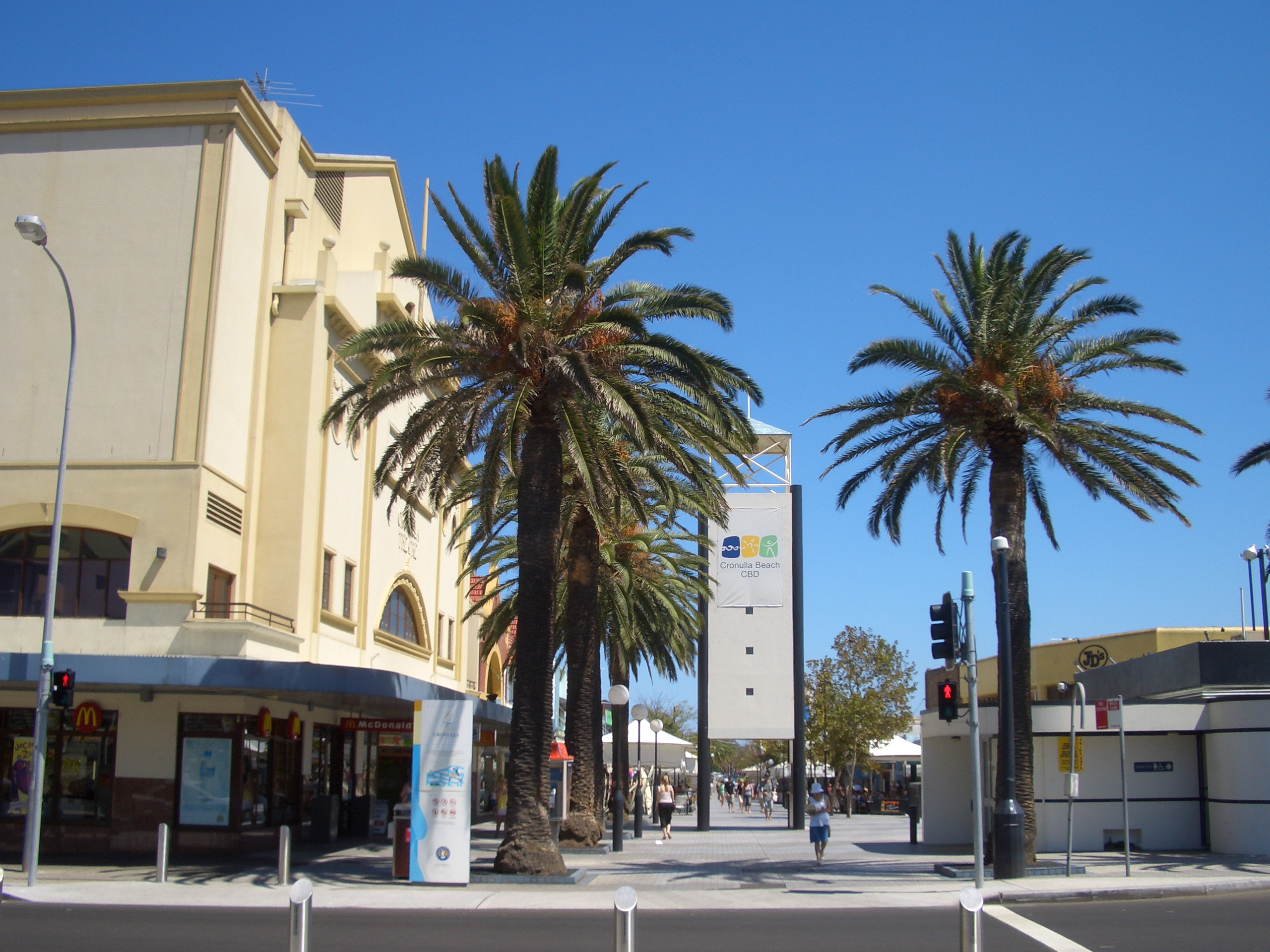
Piața Cronulla (1)
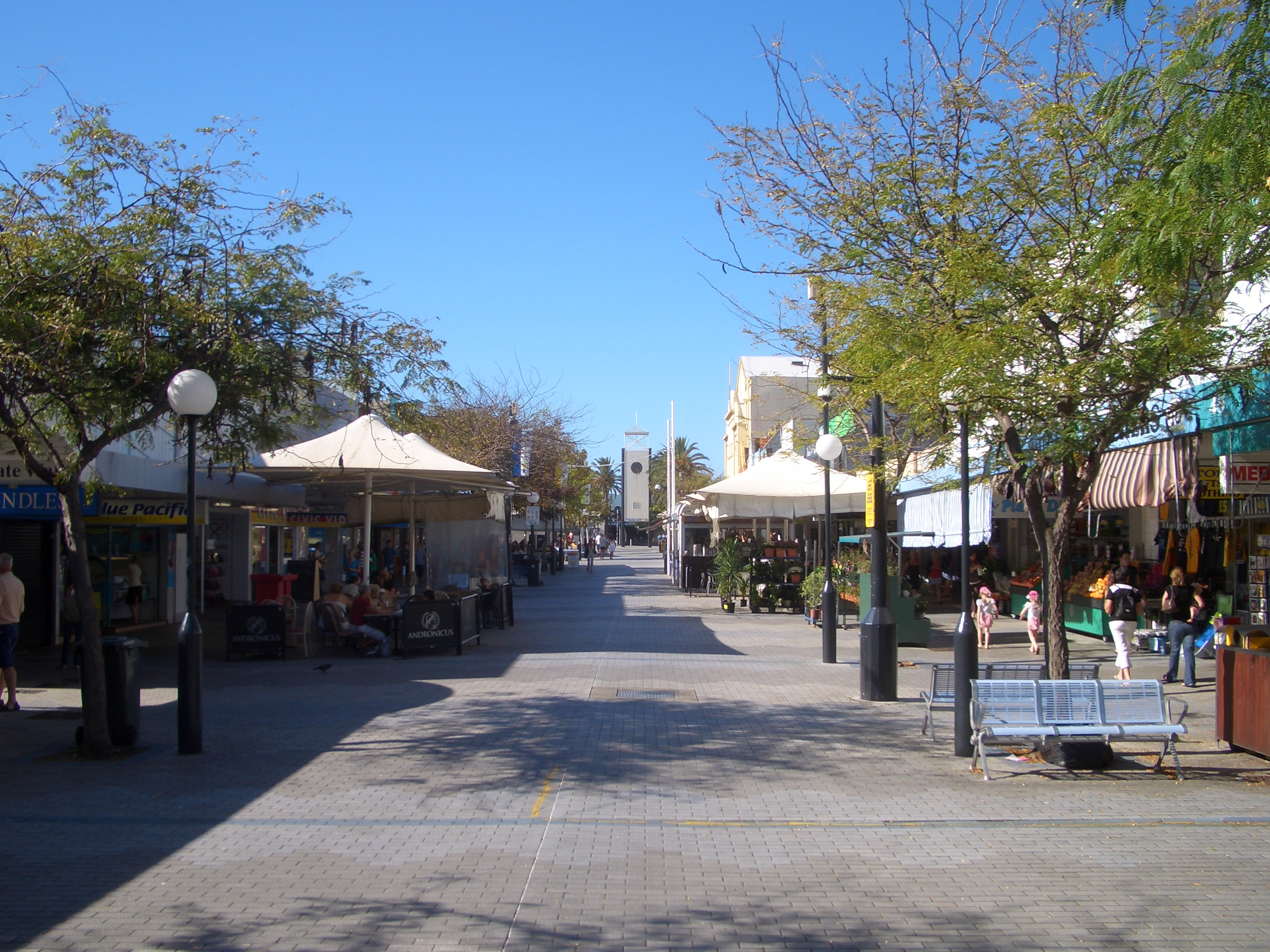
Piața Cronulla (2)
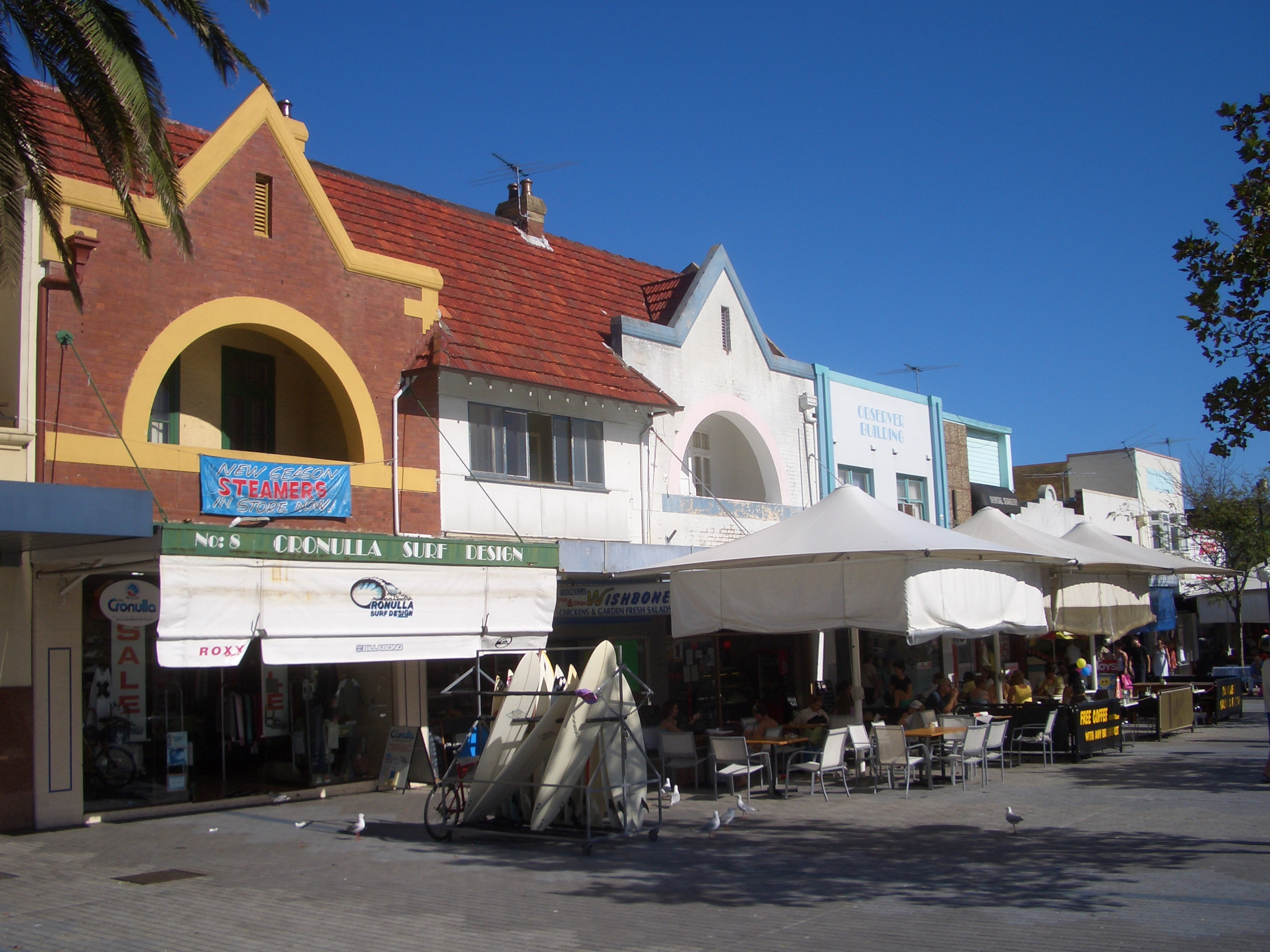
Piața Cronulla (3)
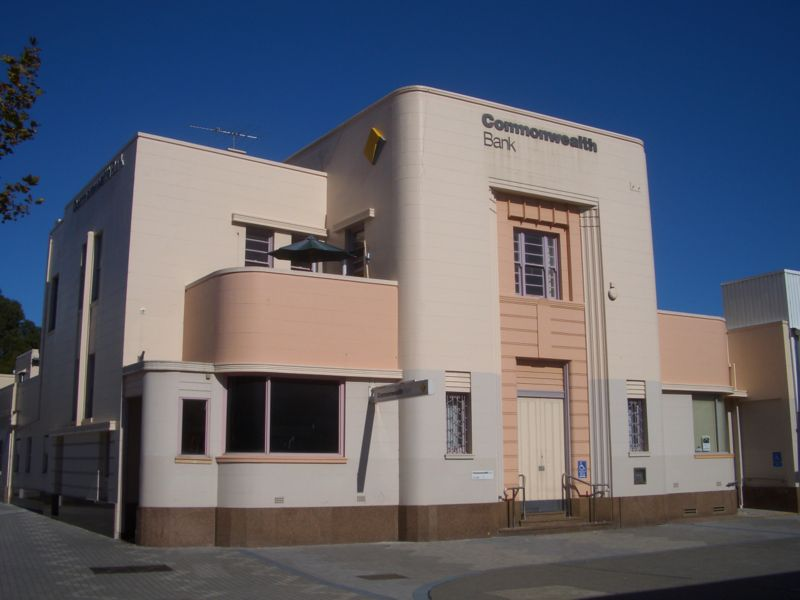
Banca "Commonwealth" din Cronulla, de stil Art Deco

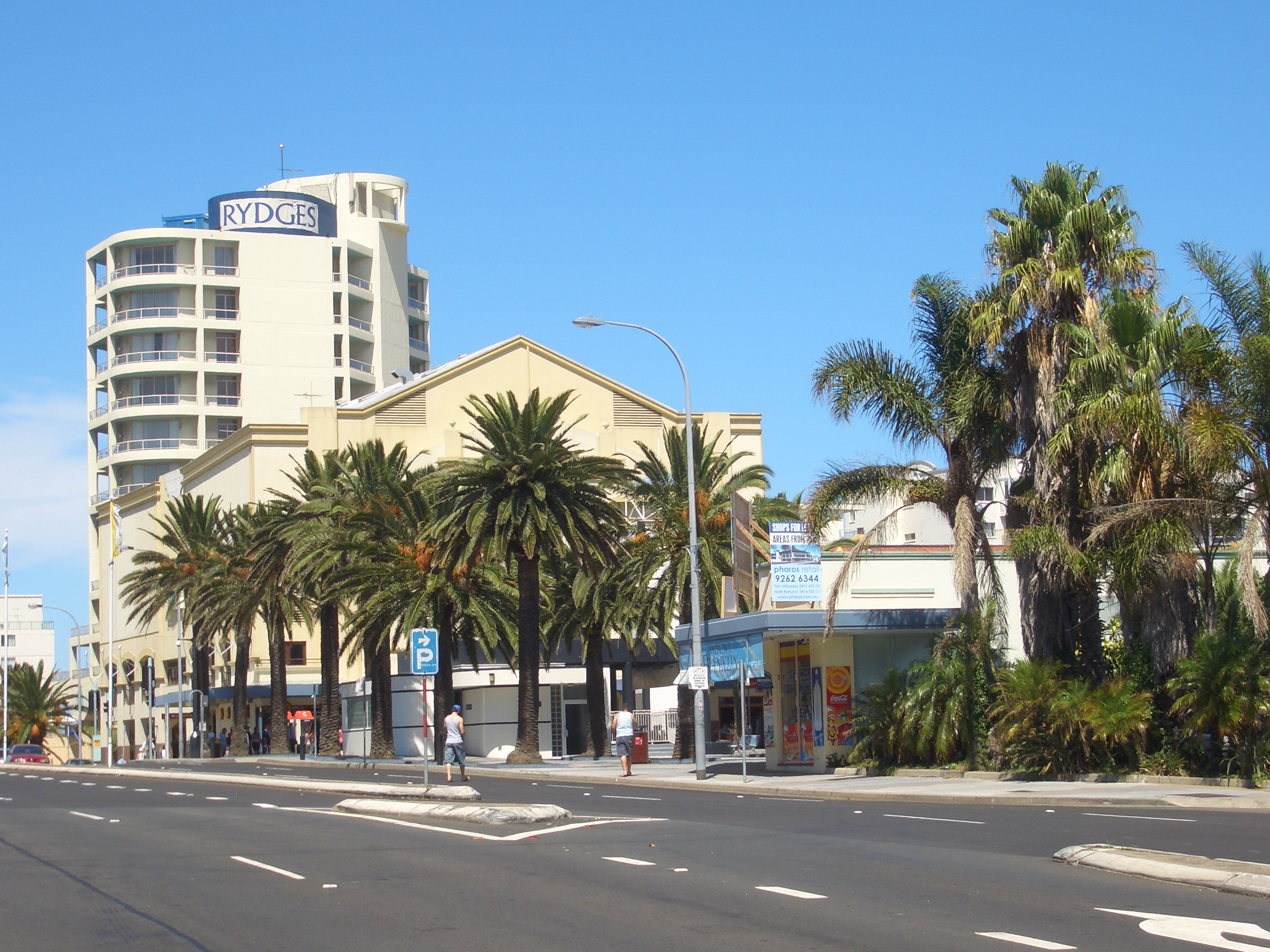
Strada Kingsway
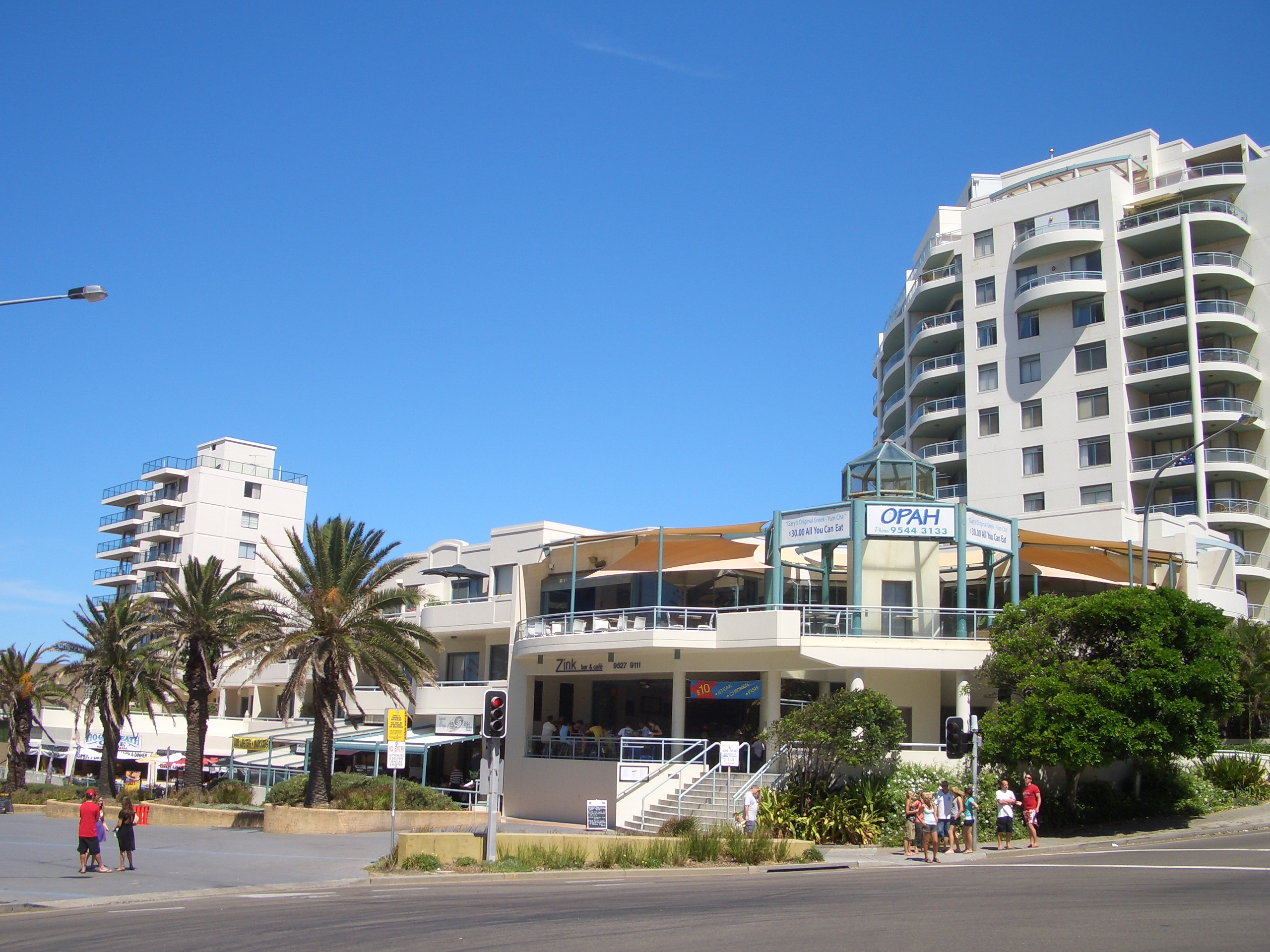
Cafenelele de la plajă din North Cronulla
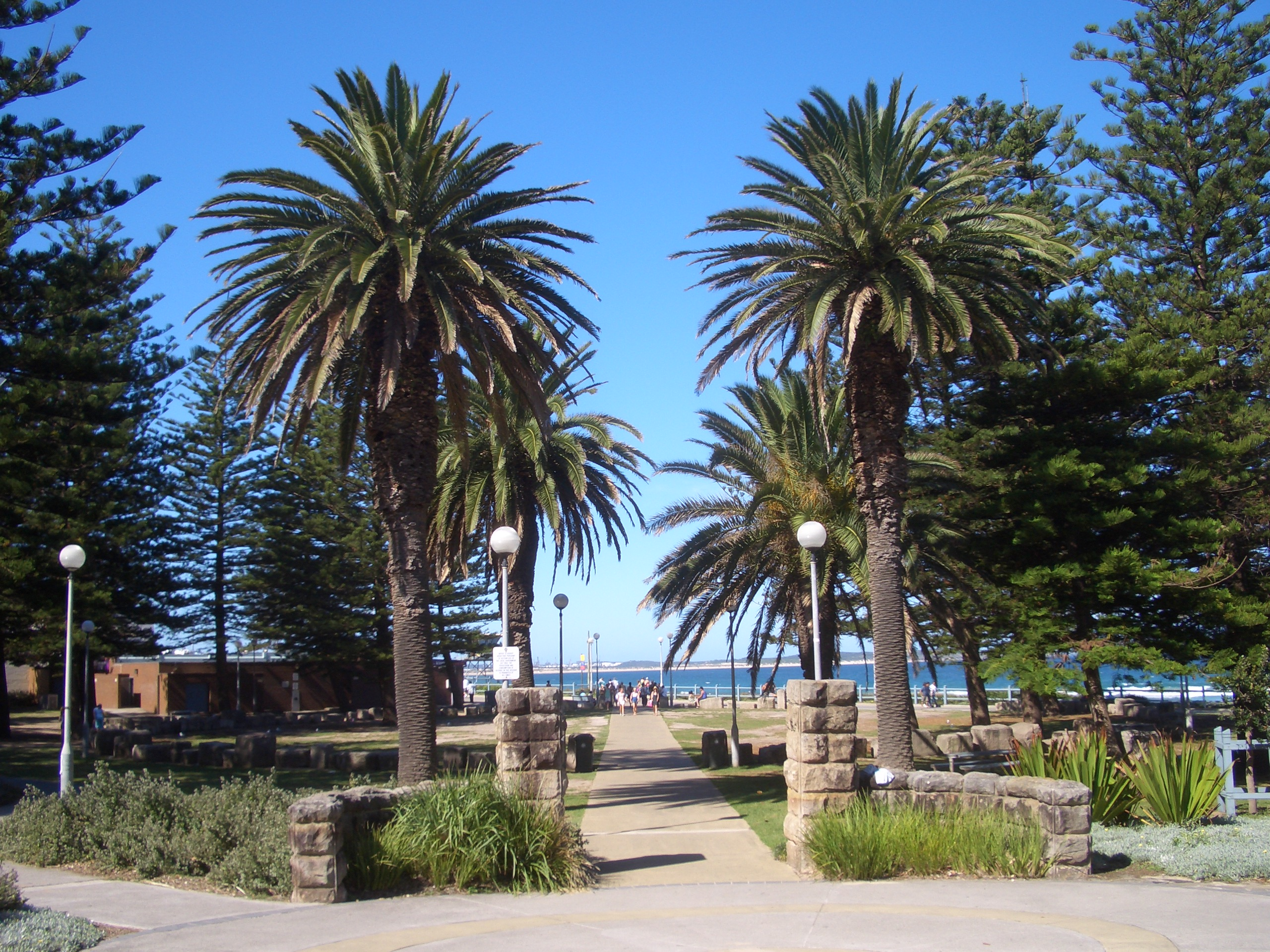
Parcul "Dunningham" din North Cronulla
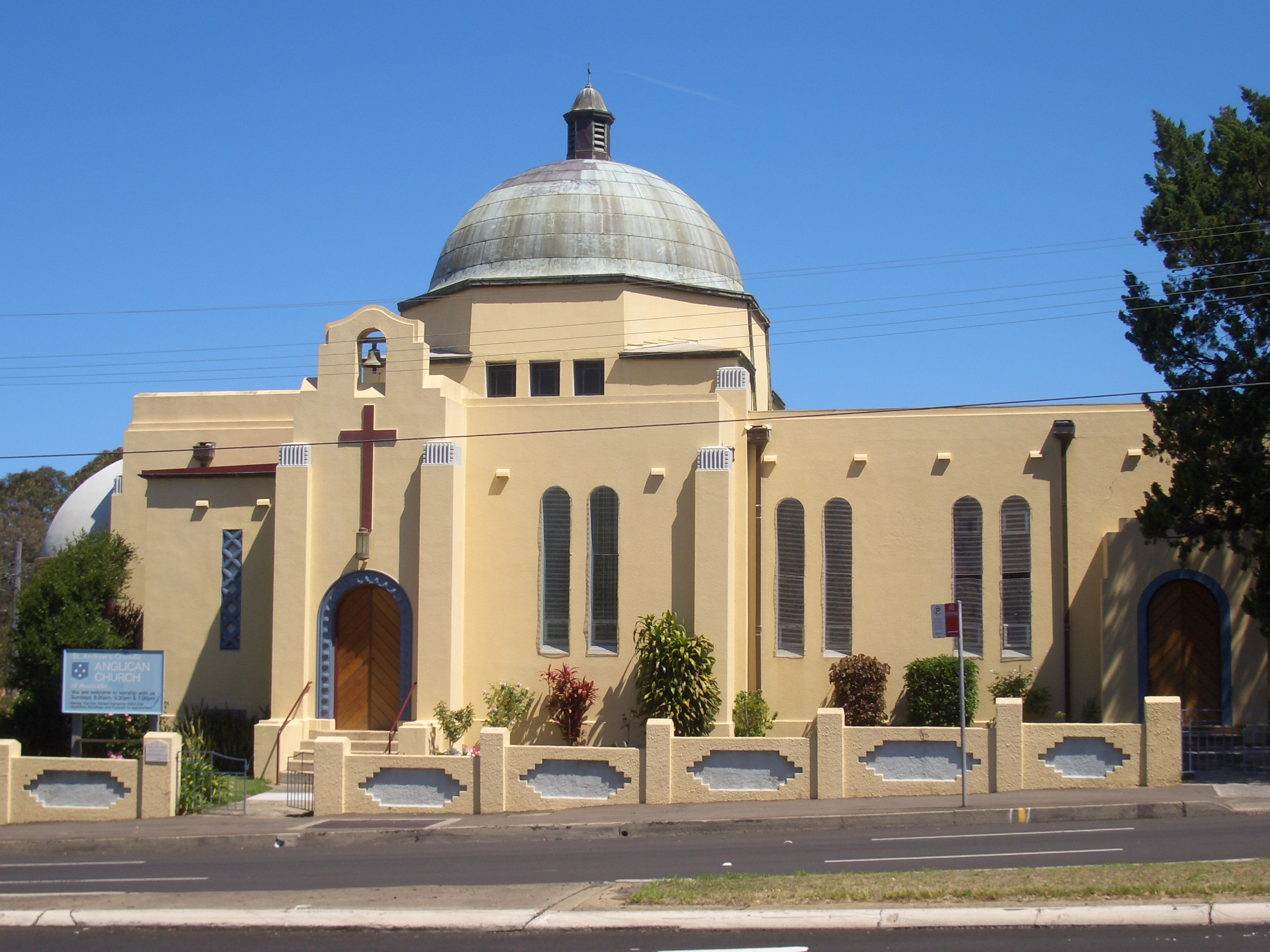
Biserica anglicană din Cronulla